# ナンベイオオヤガ
ナンベイオオヤガ（学名 Thysania agrippina）は、節足動物門昆虫網チョウ目ヤガ科に属するガ。別名ナンベイオオシロシタバ。

## 分布
中央アメリカ中部から、南アメリカの赤道付近にまで分布する。

## 特徴
世界一羽根が長いガとして知られ、成虫の前羽根を拡げると25 cm、大きいもので30 cmにも達する。羽根面積ではヨナグニサンの仲間に劣るものの、前羽根の長さではヨナグニサンを凌いでいる。
体色は茶色味がかった白色で、羽根も白く、その羽根には波状に茶色の模様が重なっている。羽根の裏側は逆に黒っぽく、白と黒のコントラストで構成されている。後羽根は少々赤みが混じり、薄いピンクに近い色も混じる。
灯火に飛来し、その大きさに驚かされることがある。飛び方がコウモリに似ており、そのコウモリが自然界では天敵となっていることから、コウモリに似せて敵の目を欺いて身を守ると言われている。

## 生態

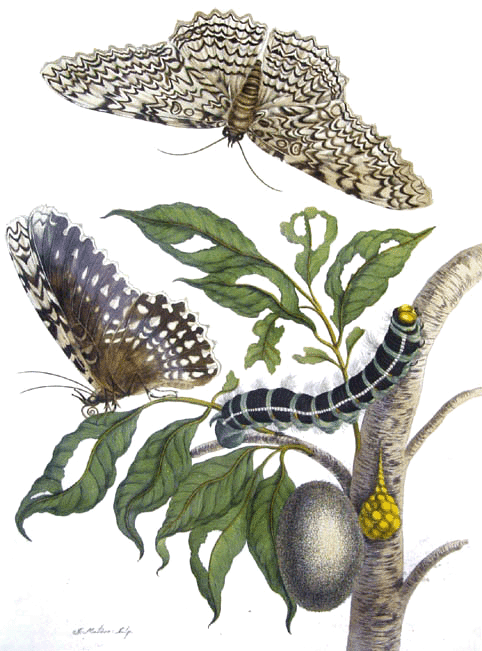
生態紹介図

幼虫は熱帯雨林の広葉樹を食べて成長する。巨大な体になる分、その大きさも10cmを優に超え、食欲も非常に旺盛。体色は黒い色に薄青がかった帯が輪のようにかかり、白い線が走る。頭部は黄色、気問の色は赤色で、尾部には、スズメガ類の幼虫のような尾錠突起が出てくる。繭は木の幹に似た色合いをしており、それで捕食者から身を守っていると思われる。
成虫は夜間に活動するが、口器が発達しており、花や樹液を吸うと思われる。産卵は、木の頂上の幹付近で行い、黄色い塊状に産み付ける。

## 関連
- ヤガ科